# Mè đất nhám
Mè đất nhám, còn gọi là Bạch thiệt nhám, Húng cay đất (tên khoa học: Leucas aspera) là một loài thực vật có hoa trong họ Hoa môi. Loài này được (Willd.) Link mô tả khoa học đầu tiên năm 1822.

## Hình ảnh

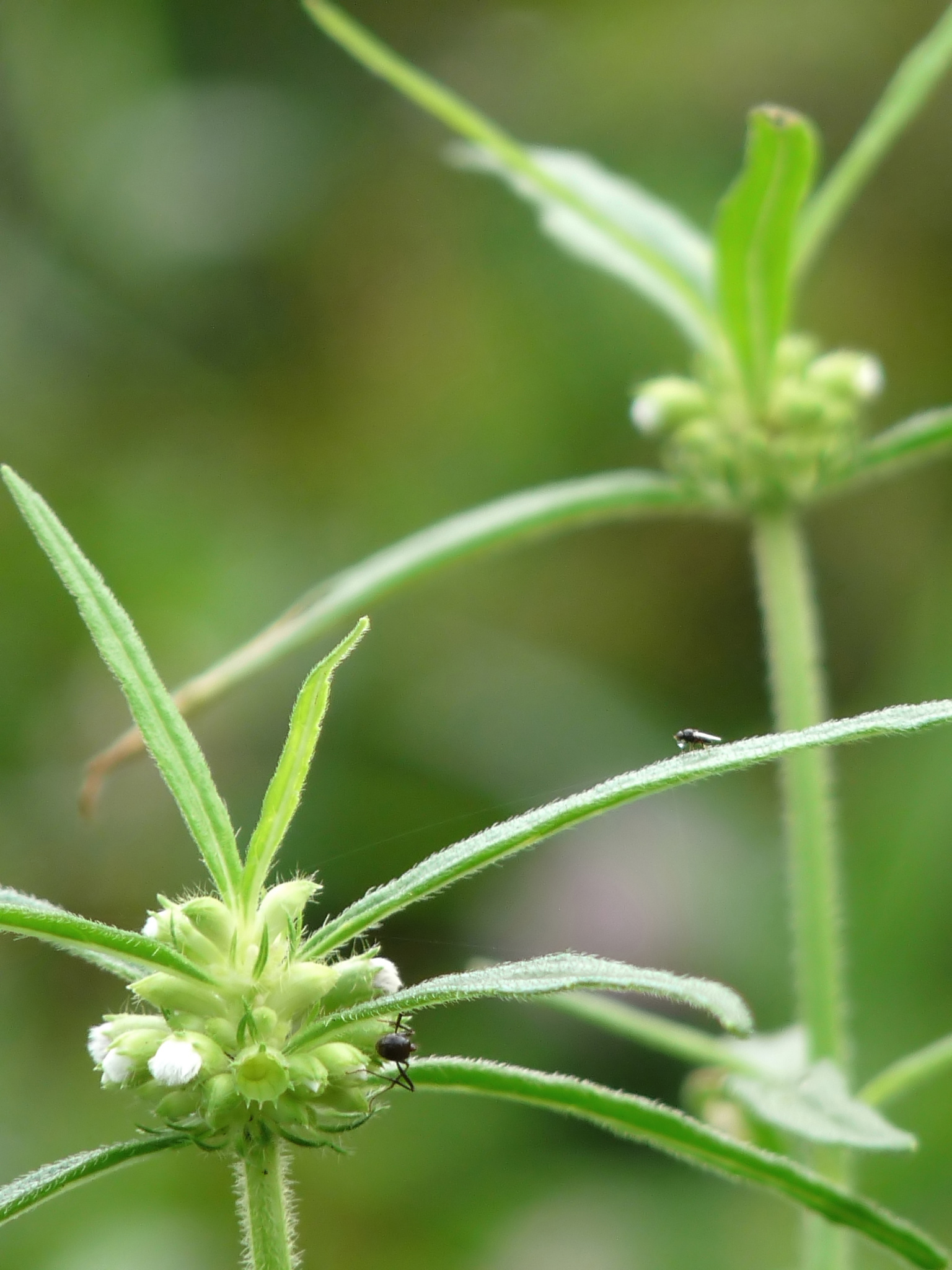
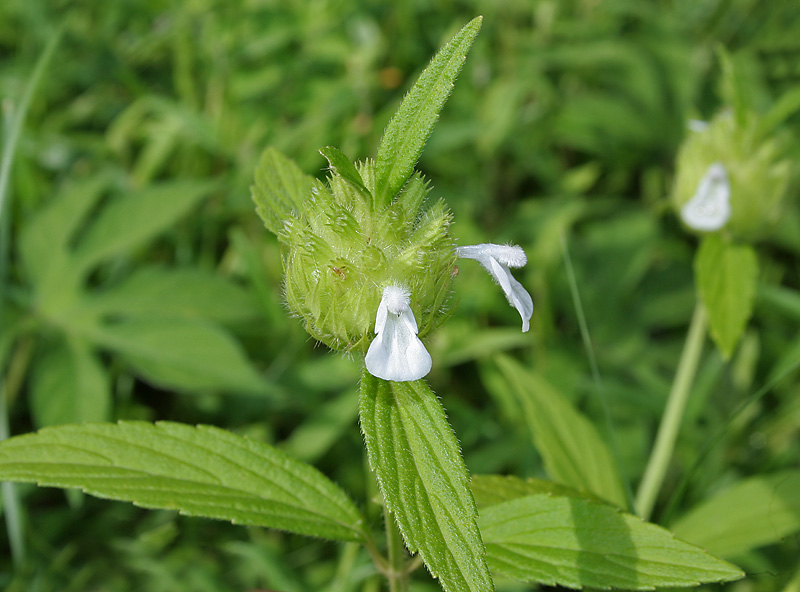
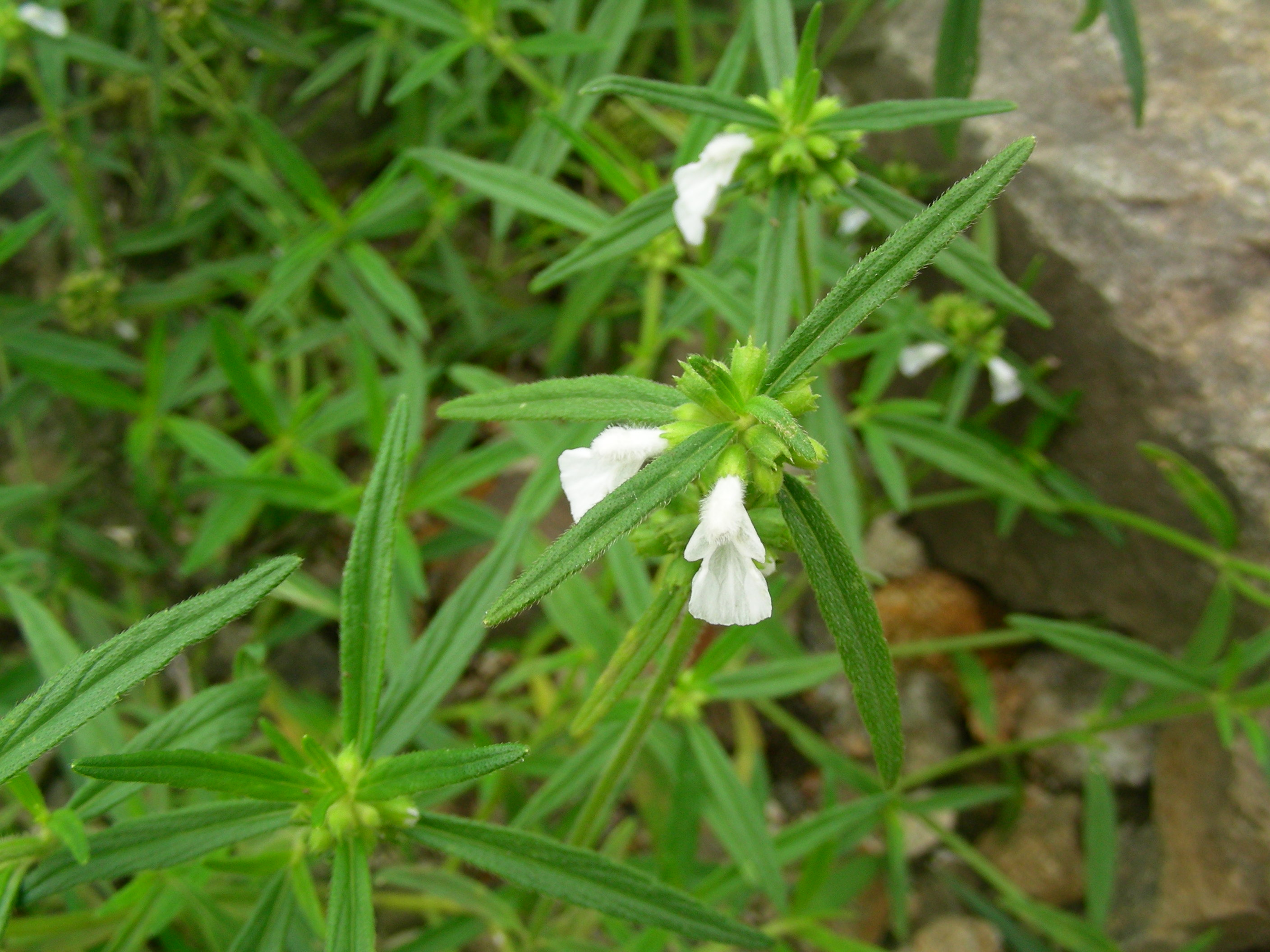
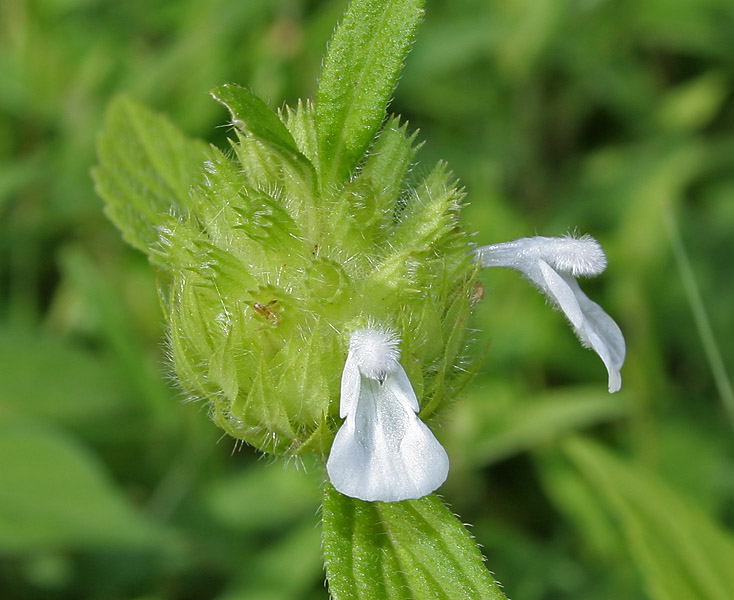